# نبرد جنگل آرسیا
نبرد جنگل آرسیا (به لاتین: Silva Arsia) نبردی بود که در ۵۰۹ قبل از میلاد میان نیروهای جمهوری روم از یک طرف و نیروهای تارکوئینیئی و ویئی به رهبری شاه برکنارشدهٔ روم، لوکیوس تارکوئینیوس متکبر، در طرف دیگر رخ داد. این نبرد در جنگل آرسیا در حومهٔ روم اتفاق افتاد و به پیروزی رومیان انجامید؛ هرچند آنان در این نبرد کنسول لوکیوس یونیوس بروتوس را از دست دادند.

## پانوشت
1. ↑  تیتوس لیویوس. از پیدایش روم. ج. دوم. صص. گفتار ۶ و ۷.